# بالستان (سرآب)
بالستان یکی از روستاهای استان آذربایجان شرقی است که در دهستان ابرغان بخش مرکزی شهرستان سرآب واقع شده‌است. 
کنار آجی‌چای (تلخه‌رود) واقع در وسط دشت ساراو (سرآب) اهالی ساکن در روستا به کشت محصولات گندم جو که اکثرأ به صورت دیم و اندکی نیز به صورت آبی کشت می‌شود و دامپروری اشتغال دارند 

## نگارخانه

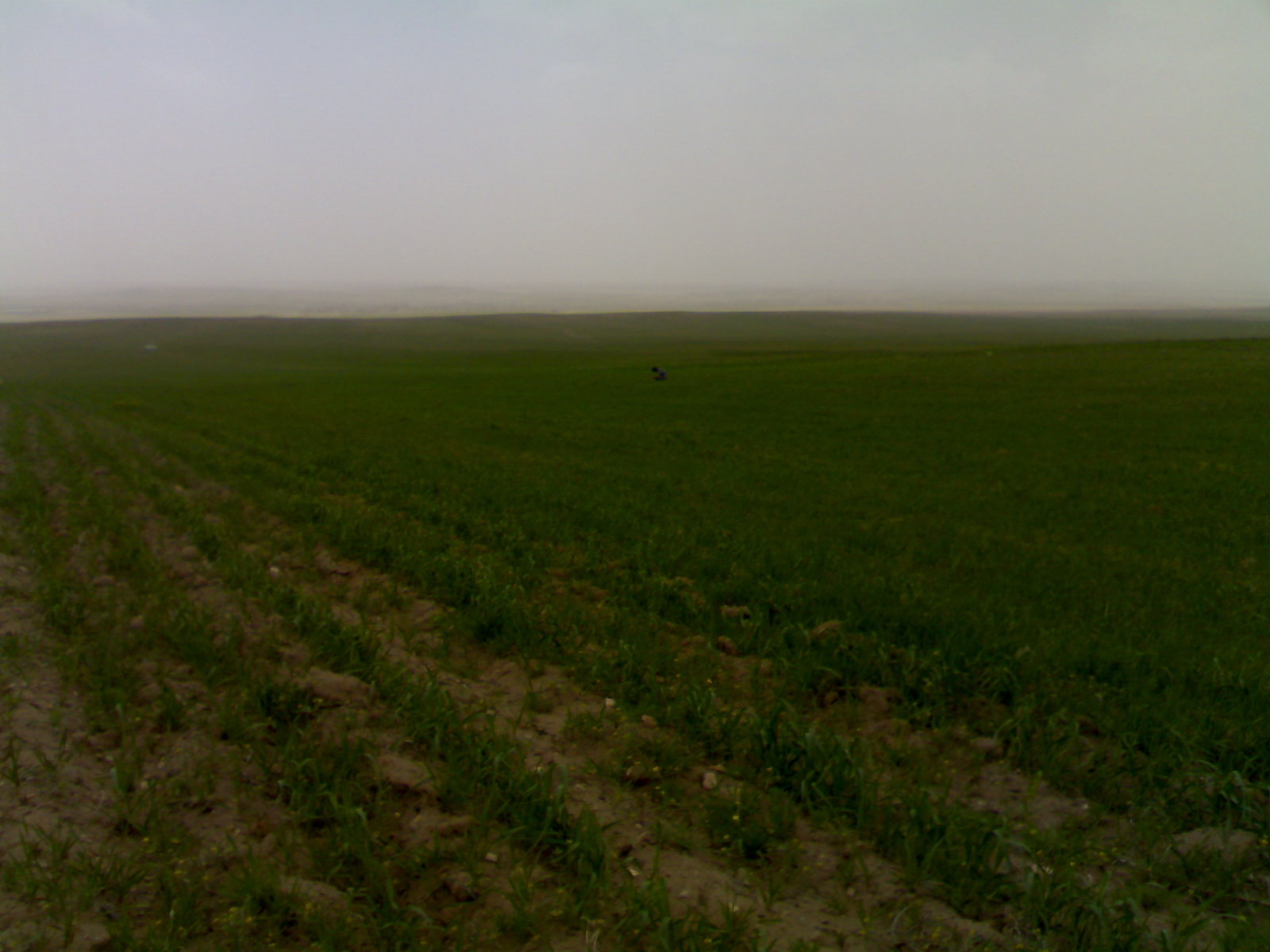
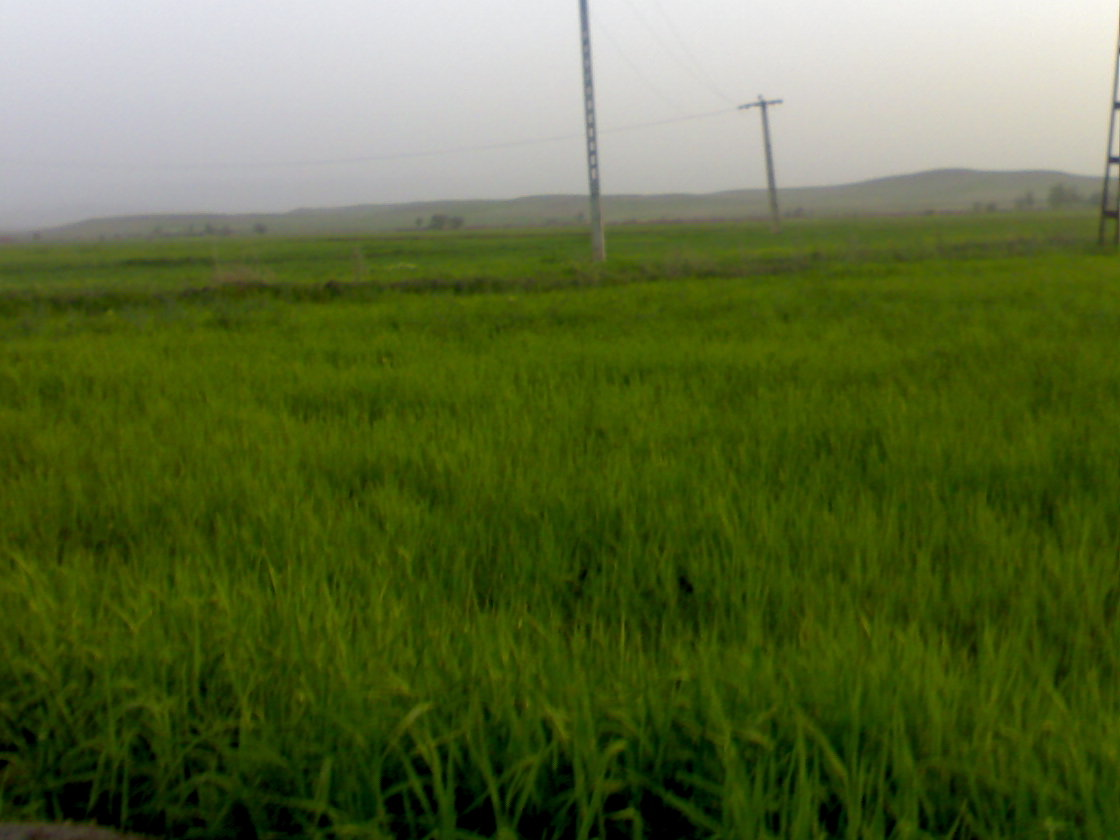